# Billbergia porteana
Billbergia porteana är en gräsväxtart som beskrevs av Adolphe-Théodore Brongniart och Johann Georg Beer. Billbergia porteana ingår i släktet Billbergia och familjen Bromeliaceae. Inga underarter finns listade i Catalogue of Life.

## Bildgalleri

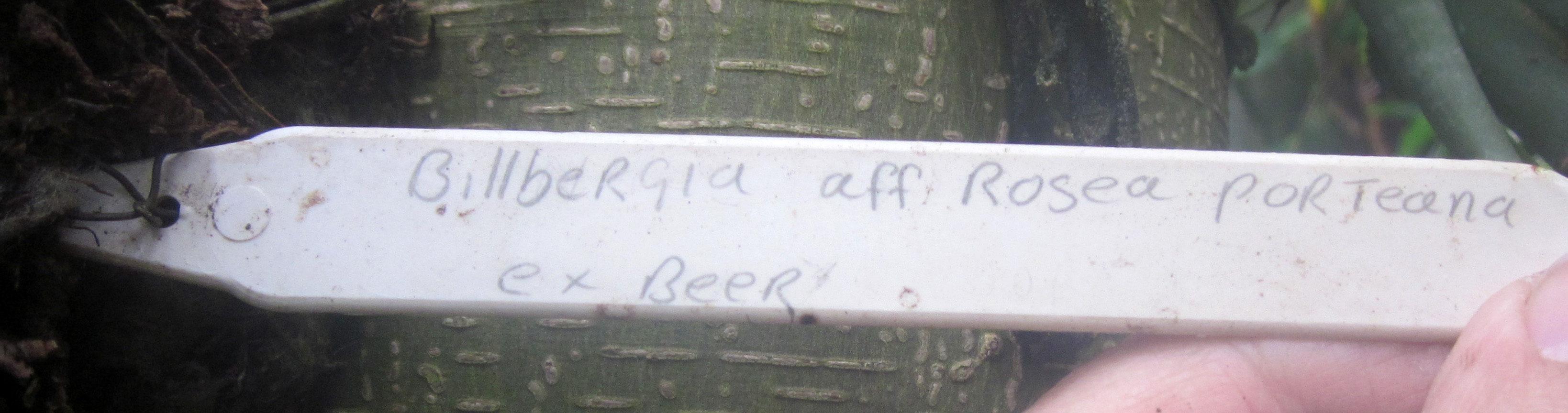
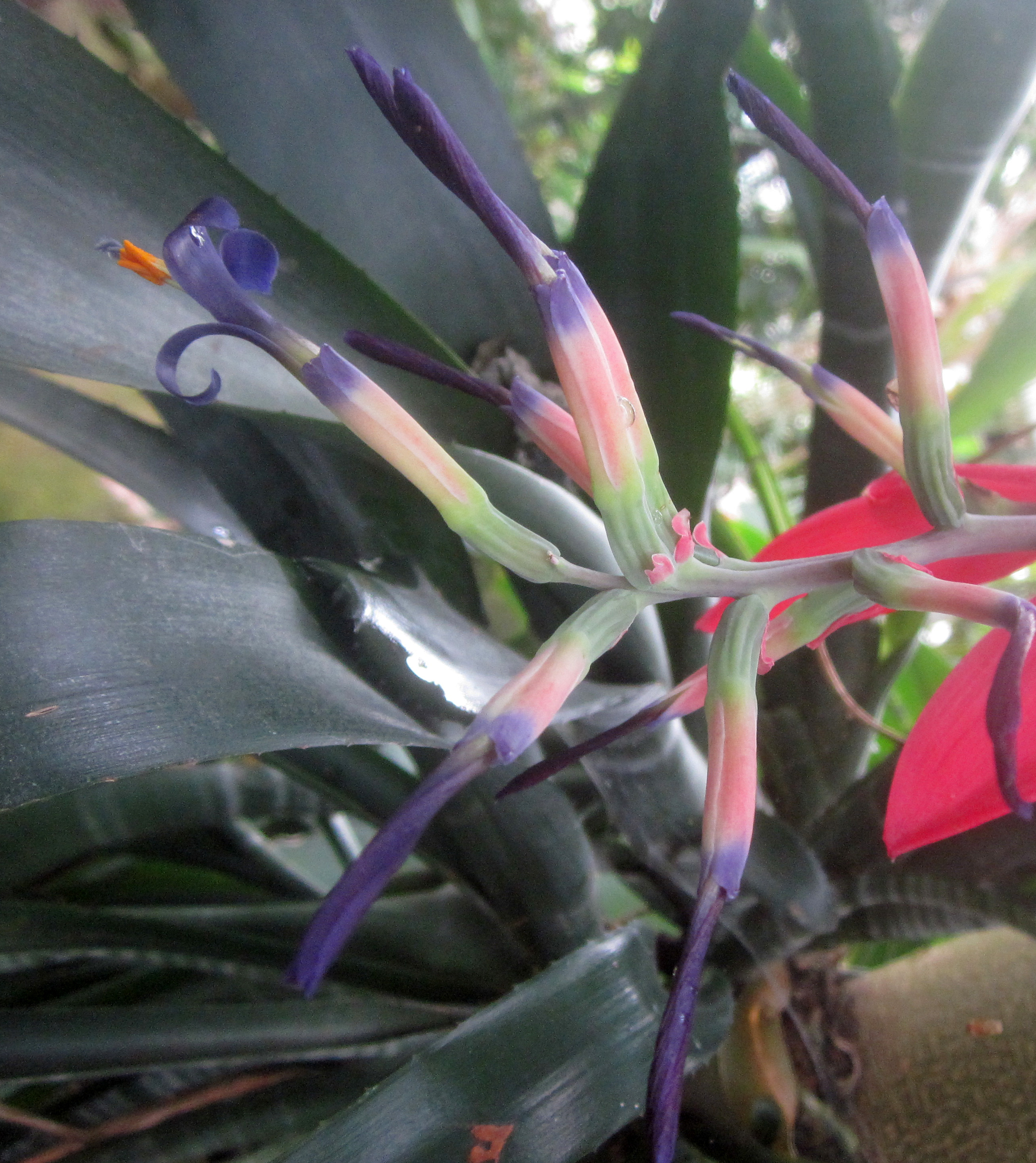